# Lista odcinków serialu Billions
Poniżej znajduje się lista odcinków serialu telewizyjnego Billions – emitowanego przez amerykańską stację telewizyjną Showtime od 17 stycznia 2016 roku. W Polsce jest emitowany na VOD od 1 lutego 2017 roku.
| Sezon | Sezon | Odcinki | Oryginalna emisja | Oryginalna emisja | Oryginalna emisja | Oryginalna emisja | Oryginalna emisja |
| Sezon | Sezon | Odcinki | Premiera sezonu   | Finał sezonu      | Premiera sezonu   | Finał sezonu      |                   |
| ----- | ----- | ------- | ----------------- | ----------------- | ----------------- | ----------------- | ----------------- |
|       | 1     | 12      | 17 stycznia 2016  | 3 kwietnia 2016   | 1 lutego 2016     | 25 kwietnia 2016  |                   |
|       | 2     | 12      | 19 lutego 2016    | 7 maja 2017       | 1 marca 2017      | 17 maja 2017      |                   |
|       | 3     | 12      | 25 marca 2018     | 10 czerwca 2018   | 27 marca 2018     | 12 czerwca 2018   |                   |
|       | 4     | 12      | 17 marca 2019     | 9 czerwca 2019    | 10 maja 2019      | 26 lipca 2019     |                   |

## Sezon 1 (2016)
| Nr | #  | Tytuł                     | Reżyseria              | Scenariusz                                        | Premiera Showtime | Premiera +Seriale |
| -- | -- | ------------------------- | ---------------------- | ------------------------------------------------- | ----------------- | ----------------- |
| 1  | 1  | Pilot                     | Neil Burger            | Brian Koppelman, David Levien, Andrew Ross Sorkin | 17 stycznia 2016  | 1 lutego 2016     |
| 2  | 2  | Naming Rights             | Neil Burger            | Brian Koppelman, David Levien                     | 24 stycznia 2016  | 8 lutego 2016     |
| 3  | 3  | YumTime                   | Scott Hornbacher       | Willie Reale                                      | 31 stycznia 2016  | 15 lutego 2016    |
| 4  | 4  | Short Squeeze             | James Foley            | Young Il Kim                                      | 7 lutego 2016     | 22 lutego 2016    |
| 5  | 5  | The Good Life             | Neil Labute            | Heidi Schreck                                     | 14 lutego 2016    | 29 lutego 2016    |
| 6  | 6  | The Deal                  | James Foley            | Wes Jones                                         | 21 lutego 2016    | 7 marca 2016      |
| 7  | 7  | The Punch                 | Stephen Gyllenhaal     | Brian Koppelman, David Levien                     | 6 marca 2016      | 21 marca 2016     |
| 8  | 8  | Boasts and Rails          | John Dahl              | Wes Jones                                         | 13 marca 2016     | 28 marca 2016     |
| 9  | 9  | Where the Fuck is Donnie? | Susanna White          | Peter K. Blake                                    | 20 marca 2016     | 4 kwietnia 2016   |
| 10 | 10 | Quality of Life           | Karyn Kusama           | Willie Reale                                      | 27 marca 2016     | 11 kwietnia 2016  |
| 11 | 11 | Magical Thinking          | Anna Boden, Ryan Fleck | Wes Jones, Heidi Schreck                          | 3 kwietnia 2016   | 18 kwietnia 2016  |
| 12 | 12 | The Conversation          | Michael Cuesta         | Brian Koppelman, David Levien                     | 3 kwietnia 2016   | 25 kwietnia 2016  |

## Sezon 2 (2017)
| Nr | #  | Tytuł                | Reżyseria               | Scenariusz                                        | Premiera Showtime | Premiera +Seriale |
| -- | -- | -------------------- | ----------------------- | ------------------------------------------------- | ----------------- | ----------------- |
| 13 | 1  | Risk Management      | Reed Morano             | Brian Koppelman, David Levien                     | 19 lutego 2017    | 1 marca 2017      |
| 14 | 2  | Dead Cat Bounce      | Ryan Fleck, Anna Boden  | Wes Jones                                         | 26 lutego 2017    | 8 marca 2017      |
| 15 | 3  | Optimal Play         | Alex Gibney             | Willie Reale                                      | 5 marca 2017      | 15 marca 2017     |
| 16 | 4  | The Oath             | Noah Emmerich           | Adam R. Perlman                                   | 12 marca 2017     | 22 marca 2017     |
| 17 | 5  | Currency             | Steph Green             | Brian Chamberlayne                                | 19 marca 2017     | 29 marca 2017     |
| 18 | 6  | Indian Four          | Adam Arkin              | Alice O'Neill                                     | 26 marca 2017     | 5 kwietnia 2017   |
| 19 | 7  | Victory Lap          | John Singleton          | Brian Koppelman, David Levien, Alice O'Neill      | 2 kwietnia 2017   | 12 kwietnia 2017  |
| 20 | 8  | The Kingmaker        | Oliver Hirschbiegel     | Adam R. Perlman                                   | 9 kwietnia 2017   | 19 kwietnia 2017  |
| 21 | 9  | Sic Transit Imperium | Colin Bucksey           | Wes Jones                                         | 16 kwietnia 2017  | 26 kwietnia 2017  |
| 22 | 10 | With or Without You  | Ed Bianchi              | Willie Reale                                      | 23 kwietnia 2017  | 3 maja 2017       |
| 23 | 11 | Golden Frog Time     | Karyn Kusama            | Brian Koppelman, David Levien, Brian Chamberlayne | 30 kwietnia 2017  | 10 maja 2017      |
| 24 | 12 | Ball in Hand         | Ryan Fleck , Anna Boden | Brian Koppelman, David Levien, Adam R. Perlman    | 7 maja 2017       | 17 maja 2017      |

## Sezon 3 (2018)
| Nr | #  | Tytuł                    | Reżyseria      | Scenariusz                                                  | Premiera Showtime | Premiera HBO Polska |
| -- | -- | ------------------------ | -------------- | ----------------------------------------------------------- | ----------------- | ------------------- |
| 25 | 1  | Tie Goes to the Runner   | Colin Bucksey  | Brian Koppelman & David Levien                              | 25 marca 2018     | 27 marca 2018       |
| 26 | 2  | The Wrong Maria Gonzalez | Noah Emmerich  | Adam R. Perlman                                             | 1 kwietnia 2018   | 3 kwietnia 2018     |
| 27 | 3  | A Generation Too Late    | Colin Bucksey  | Wes Taylor                                                  | 8 kwietnia 2018   | 10 kwietnia 2018    |
| 28 | 4  | Hell of a Ride           | John Dahl      | Randall Green                                               | 15 kwietnia 2018  | 17 kwietnia 2018    |
| 29 | 5  | Flaw in the Death Star   | Matt Shakman   | Willie Reale, Adam R. Perlman                               | 22 kwietnia 2018  | 24 kwietnia 2018    |
| 30 | 6  | The Third Ortolan        | John Dahl      | Alice O'Neill                                               | 29 kwietnia 2018  | 1 maja 2018         |
| 31 | 7  | Not You, Mr. Dake        | Michael Morris | Brian Koppelman, David Levien                               | 6 maja 2018       | 8 maja 2018         |
| 32 | 8  | All the Wilburys         | Mike Binder    | Randall Green, Alice O'Neill, Brian Koppelman, David Levien | 13 maja 2018      | 15 maja 2018        |
| 33 | 9  | Icebreaker               | Stacie Passon  | Adam R. Perlman, Willie Reale                               | 20 maja 2018      | 22 maja 2018        |
| 34 | 10 | Redemption               | Jake Polonsky  | Brian Koppelman, David Levien, Matt Fennell                 | 27 maja 2018      | 29 maja 2018        |
| 35 | 11 | Kompenso                 | Jessica Yu     | Adam R. Perlman                                             | 3 czerwca 2018    | 5 czerwca 2018      |
| 36 | 12 | Elmsley Count            | Colin Bucksey  | Brian Koppelman, David Levien                               | 3 czerwca 2018    | 5 czerwca 2018      |

## Sezon 4 (2019)
| Nr | #  | Tytuł                          | Reżyseria       | Scenariusz                              | Premiera Showtime | Premiera HBO    |
| -- | -- | ------------------------------ | --------------- | --------------------------------------- | ----------------- | --------------- |
| 37 | 1  | Chucky Rhoades's Greatest Game | Colin Bucksey   | Brian Koppelman, David Levien           | 17 marca 2019     | 10 maja 2019    |
| 38 | 2  | Arousal Template               | Adam Bernstein  | Adam R. Perlman                         | 24 marca 2019     | 17 maja 2019    |
| 39 | 3  | Chickentown                    | Neil Burger     | Lenore Zion                             | 31 marca 2019     | 24 maja 2019    |
| 40 | 4  | Overton Window                 | Clement Virgo   | Brian Koppelman, David Levien           | 7 kwietnia 2019   | 31 maja 2019    |
| 41 | 5  | A Proper Sendoff               | Matthew McLoota | Michael Russell Gunn                    | 14 kwietnia 2019  | 7 czerwca 2019  |
| 42 | 6  | Maximum Recreational Depth     | Jessica Yu      | Adam R. Perlman                         | 21 kwietnia 2019  | 14 czerwca 2019 |
| 43 | 7  | Infinite Game                  | Laurie Collyer  | Brian Koppelman, David Levien           | 28 kwietnia 2019  | 21 czerwca 2019 |
| 44 | 8  | Fight Night                    | Colin Bucksey   | Lenore Zion Teleplay by : Alice O'Neill | 5 maja 2019       | 28 czerwca 2019 |
| 45 | 9  | American Champion              | Naomi Geraghty  | Adam R. Perlman                         | 12 maja 2019      | 5 lipca 2019    |
| 46 | 10 | New Year's Day                 | Adam Bernstein  | Brian Koppelman, David Levien           | 26 maja 2019      | 12 lipca 2019   |
| 47 | 11 | Lamster                        | Matthew McLoota | Adam R. Perlman                         | 2 czerwca 2019    | 19 lipca 2019   |
| 48 | 12 | Extreme Sandbox                | Colin Bucksey   | Brian Koppelman, David Levien           | 9 czerwca 2019    | 26 lipca 2019   |